# Сватоплук Плускал
Сватоплук Плускал (28. октобар 1930 — 29. мај 2005) био је чехословачки фудбалер и освајач сребрне медаље са Светског првенства у Чилеу 1962.

## Детињство
Сватоплук Плускал је почео да игра фудбал у свом родном граду, где је играо за неколико клубова. Постигао је индивидуални успех када је био изабран за јуниорски репрезентативни тим. Могао је да игра на већини позиција, али у Злину је играо углавном као нападач.

## Клупска каријера
1951. године се преселио у Праг где је постао важан играч новооснованог војног фудбалског клуба (АТК, касније названог УДА и Дукла Праг), за кога је играо углавном као дефанзивни везни. За скоро 16 година са овим клубом, био је осмоструки шампион лиге, али је постигао своје најважније успехе на клупском нивоу у Сједињеним Америчким Државама. Дукла из Прага је са Плускалом у својој постави освојила „Амерички куп“ (турнир тимова из фудбалски развијених земаља) три пута заредом у првој половини шездесетих година. 1962. године Плускал је постигао победоносни гол у финалу против бразилског тима ФК Америка.

## Репрезентативна каријера
Играо је за чехословачки национални тим од 1952. (почевши као дефанзивац) и играо је на три светска купа. 1954. учествовао је у рекордном поразу од Аустрије од 0-5 у Швајцарској. Четири године касније, на светском првенству 1958. године, Плускал је играо на више утакмица. Изгубили су од Северне Ирске 1 : 0, ремизирали са Западном Немачком 2 : 2 и победили у веома важној утакмици против Аргентине резултатом 6: 1, и под модерним правилима би прошли даље. Према тадашњим правилима, имајући једнаке бодове, морао је да одлучи плеј-оф, а Северна Ирска их је победила други пут, овог пута 2 : 1 након продужетака.
На Светском првенству у Чилеу 1962. године, Плускал је био члан националног тима. Уз његовог саиграча из Дукле, Јозефа Масопуста, формирао је кључну средину у 4-2-4 формацији. Захваљујући Плускалу, тим који је морао да се квалификује за првенство у плеј-офу са Шкотском стигао је до финала Светског купа. Ту га је претукао Бразил. 1965. године Плускал је играо у неуспешној квалификационој кампањи за Светско првенство у Енглеској, и са овим је завршена његова међународна каријера. Одиграо је 56 мечева у чехословачким бојама и постигао један гол.
Плускалу је каријера завршена повредом колена 1967. године. У лиги је одиграо 282 меча и постигао 37 голова. Био је универзални фудбалер, добар ударач главом, а био је познат по клизајућим стартовима којима је чисто одузимао лопту противницима. Иако су играчи често протестовали против овог стила игре, судије су обично сматрале да је то у складу са правилима. Током своје фудбалске каријере, овај неуморни борац постао је непробојни штит, способан да се концентрише на оно што је потребно. Ван терена помагао је тиму својим лаганим хумором.

## Живот после каријере
Као и код многих других бивших играча, Плускал је постао тренер. Радио је овај посао за плзењске клубове Шкода и Слован, касније за Бохемианс и неколико година у Еносис Неон Паралимни са Кипра. Помогао је Бохемиансима у њиховом унапређењу у Прву дивизију.
Након можданог удара Плускал је био везан за кревет. Преминуо је у 74. години.